# Only on Earth
Only on Earth ist ein dänisch-spanischer Film in dokumentarischer Form unter der Regie von Robin Petré aus dem Jahr 2025. Der Film feierte am 15. Februar 2025 auf der Berlinale in der Sektion Berlinale Generation Kplus seine Weltpremiere.

## Handlung
Im Film wird dokumentiert, wie sehr Mensch und Tier im Süden Galiziens unter dem Klimawandel leiden. Dieses Gebiet ist besonders stark von Waldbränden betroffen. Seit Jahrhunderten leben Wildpferde in den galizischen Bergen. Sie verhindern, dass brennbares Gestrüpp sich ausbreitet und leisten damit einen wertvollen Beitrag zur Verhinderung von Waldbränden. Doch ihre Zahl nimmt ab. Der Film stellt das labile Gleichgewicht zwischen der Natur und der Beziehung zwischen Mensch und Tier aus verschiedenen Blickwinkeln dar: Er lässt das Publikum durch die Augen der Pferde, eines jungen Hirten, eines passionierten Pferdearztes, eines Feuerwehrmanns und einer Schäferin aus einer Bauernfamilie an der Grenze zwischen bewirtschaftetem Gebiet und freier Natur schauen. Zuschauerinnen und Zuschauer erhalten einen Einblick in die einzigartige Beziehung dieser Menschen zu ihrer Umgebung und zu den Pferden.
Die Regisseurin bezeichnete den Film als „kreativen Dokumentarfilm“.

## Produktion

### Filmstab
Regie führte Robin Petré, von der auch das Drehbuch stammt. Die Kameraführung lag in den Händen von María Grazia Goya Barquet, die Musik komponierte Roger Goula und für den Filmschnitt war Charlotte Munch Bengtsen verantwortlich. Für das Sound Design war Thomas Perez-Pape zuständig.

### Produktion und Förderungen
Produziert wurde der Film von Carles Brugueras, Malene Flindt Pedersen, Signe Skov Thomsen und Marieke van den Bersselaar. Produktionsfirmen waren Hansen & Pedersen Film og Fjernsyn und Polar Star Films.
Das Filmprojekt erhielt im Jahr 2023 auf dem CPH:DOX den Eurimages Co-Production Development Award und 2024 den IEFTA Cannes Marché du Film Docs-in-Progress Award.

### Dreharbeiten und Veröffentlichung
Der Film feierte im Februar 2025 auf der Berlinale seine Weltpremiere in der Sektion Berlinale Generation Kplus. Mitte, Ende April 2025 wird er beim San Francisco International Film Festival gezeigt. Der weltweite Vertrieb liegt bei Autlook Filmsales.

## Auszeichnungen und Nominierungen
- 2025: Internationale Filmfestspiele Berlin